# 硝基脲
硝基脲是一种有机化合物，具有爆炸性，它可由脲的硝化反应或硝酸脲经硫酸在0 °C脱水制得。
它在磺酸化二氧化硅的存在下、溴化铵的催化下可以将硫醚氧化为亚砜。

由硝基脲制备奥克托今